# Alessandra Mele
Alessandra Watle Mele (Pietra Ligure, Savona, Italia; 5 de septiembre de 2002), conocida como Alessandra, es una cantante italiana de ascendencia noruega. Participó en la séptima temporada de The Voice – Norges beste stemme en 2022, llegando a las galas en directo. Más tarde, fue seleccionada como representante de Noruega en el Festival de la Canción de Eurovisión 2023 con la canción "Queen of Kings".

## Primeros años
Mele nació el 5 de septiembre de 2002 en Pietra Ligure, Savona, de padre italiano de Albenga y madre noruega de Stathelle, y creció en Cisano sul Neva. A los doce años ganó la quinta edición de VB Factor, un concurso de talentos local en la región de Val Bormida. Después de graduarse de la escuela secundaria en 2021, primero se mudó con sus abuelos a Porsgrunn, Noruega, antes de mudarse a Lillehammer para estudiar en el Instituto de Producción e Industrias Musicales de Lillehammer (LIMPI).

## Carrera

### 2022:La Voz Noruega
En 2022, Mele participó en la séptima temporada de The Voice – Norges beste stemme , la versión noruega de la franquicia The Voice. Después de su audición a ciegas, se unió al equipo del entrenador Espen Lind. Fue eliminada en las galas en directo.
| The Voice Norway: actuaciones y resultados | The Voice Norway: actuaciones y resultados | The Voice Norway: actuaciones y resultados | The Voice Norway: actuaciones y resultados |
| Fase                                       | Canción                                    | Artista Original                           | Resultado                                  |
| ------------------------------------------ | ------------------------------------------ | ------------------------------------------ | ------------------------------------------ |
| Audiciones a ciegas                        | "I Will Pray (Pregherò)"                   | Giorgia feat. Alicia Keys                  | Se unió al equipo deEspen Lind             |
| Las batallas                               | "I Just Can't Stop Loving You"             | Michael Jackson and Siedah Garrett         | Avanzó                                     |
| Último asalto                              | "The Moon Is a Harsh Mistress"             | Jimmy Webb                                 | Avanzó                                     |
| Gala en directo 1                          | "One Night Only"                           | Deena Jones & the Dreams                   | Eliminada                                  |

### 2023:Melodi Grand Prixy Festival de la Canción de Eurovisión
El 4 de enero de 2023, Mele fue anunciada como una de los veintiún artistas que competirán en el Melodi Grand Prix 2023, la selección nacional noruega para el Festival de la Canción de Eurovisión 2023. Allí, interpretó su candidatura "Queen of Kings" en la primera semifinal del 14 de enero de 2023 y estuvo entre las tres actuaciones que se clasificaron para la final del 4 de febrero de 2023. Luego, ganó la competición, recibiendo la mayor cantidad de puntos tanto del público como del jurado internacional, y consiguiendo así el derecho de representar a Noruega en el Festival de la Canción de Eurovisión 2023 en Liverpool, Reino Unido. Su primera aparición en el certamen europeo tendría lugar en la primera semifinal el 9 de mayo de 2023.

## Vida personal
En una entrevista con Eurovision Fun, Mele informó que es bisexual. Con su canción "Queen of Kings" representa sus experiencias como mujer bisexual.

## Discografía

### Sencillos
| Título                 | Año  | Álbum                |
| ---------------------- | ---- | -------------------- |
| "Queen of Kings"       | 2023 | Best Year Of My Life |
| "Pretty Devil"         | 2023 | Best Year Of My Life |
| "Bad B*tch"            | 2023 | Best Year Of My Life |
| "Heavy"                | 2023 | Best Year Of My Life |
| "Narcissist"           | 2024 | Best Year Of My Life |
| "Best Year Of My Life" | 2024 | Best Year Of My Life |
| "Mama I'm Sorry"       | 2024 | Best Year Of My Life |
| "Supposed to be"       | 2024 |                      |
| "Marameo"              | 2024 |                      |
| "Language Of Love"     | 2025 |                      |